# يان بيترز (أستاذ جامعي)
جان بيترز (بالألمانية: Jan Peters)‏ هو عالم حاسوب وباحث ألماني، ولد في 14 أغسطس 1976 في هامبورغ في ألمانيا.